# Genie Gets Her Wish
Genie Gets Her Wish è un DVD musicale di Christina Aguilera. Include la performance live del suo primo singolo, Genie in a Bottle, rari spezzoni dallo studio di registrazione, performance live di concerti e curiosità dal dietro le quinte.
Il DVD è stato certificato Platino dalla RIAA.

## Tracce
1. Genie in a Bottle
2. So Emotional
3. Come on Over (All I Want Is You)
4. What a Girl Wants
5. I Turn to You
6. At Last
7. When You Put Your Hands On Me
8. The Christmas Song (Chestnuts Roasting On An Open Fire)

## Contenuti speciali
- Galleria fotografica
- Video musicali bonus

Genie in a Bottle
What a Girl Wants